# STP Airways
A STP Airways, Transportes Aéreos de São Tomé e Príncipe, é a companhia aérea de bandeira de São Tomé e Príncipe. Está proibida de operar no espaço aéreo europeu. Os voos para a Europa são operados pela empresa EuroAtlantic Airways.

## História
A STP Airways foi constituída por escritura pública no dia 23 de Junho de 2008 entre a EuroAtlantic Airways (37%), o Estado de São Tomé e Príncipe (35%), o Banco Equador de São Tome e Príncipe (14%) e a Golfo Internacional Air Services (14%).
A STP Airways usa desde 24 outubro 2012 duas avioes Boeing 737-800 da EuroAtlantic Airways para a rota São Tome - Lisboa.

## Códigos internacionais
- IATA Código: 8F
- ICAO Código: STP
- Designação: STP Airways

## Destinos futuros
Em estudo: São Tomé-Luanda, Luanda-São Tomé-Brasil e Brasil-São Tomé-Lisboa. São Tomé funcionará como hub entre o Brasil, África e Europa.